# Wodospad Jastrzębi
Wodospad Jastrzębi (cz.Jestřábí vodopád) – wodospad w Beskidzie Morawsko-Śląskim, niedaleko miejscowości Łomna Dolna.

## Opis
Źródło wodospadu Jastrzębięgo jest położone pomiędzy Wielkim Połomem i Małym Połomem. Potok wpada do rzeki Łomnianki, jest jej prawobrzeżnym dopływem. Podczas jego toku wpada do niego kilka mniejszych strumieni. Na jednym z nich znajduje się Wodospad Jastrzębi.
Wodospad Jastrzębi jest położony na wysokości około 720 m n.p.m. Wysokość samotnego wodospadu wynosi ponad 3 m. Jego całkowite nachylenie wynosi około 80°. Podłoże wodospadu jest utworzone piaskowcem.

## Położenie
Wodospad Jastrzębi mieści się na prawobrzeżnym dopływie Jastrzębiego potoku. Niedaleko wodospadu można natrafić na miejsce byłego kościoła leśnego zwanego Kościółki. Kościółki były tajnym miejscem spotkań tutejszych ewangelików z czasów kontrreformacji.